# Platja d'Altafulla
La platja d'Altafulla és una platja urbana del municipi d'Altafulla (Tarragonès), situada enfront de les Botigues de Mar. Limita a llevant amb les roques del Fortí i a ponent amb la platja de Tamarit, en el límit del terme municipal de Tarragona, on hi ha el Club Marítim Altafulla. Orientada al sud-sud-est, té una longitud de 1.000 metres i una amplada mitjana de 21 metres, formada per sorra fina i daurada, amb un pendent d'entrada a l'aigua suau. Disposa de senyalització, facilitats d'accés per a persones amb mobilitat reduïda, socorrisme i salvament, dutxes, lloguer de gandules. Al passeig marítim hi ha diversos restaurants.
La platja està guardonada amb la Bandera Blava, que reconeix internacionalment la qualitat de l'aigua i serveis. L'Agència Catalana de l'Aigua efectua un control setmanal de la qualitat de l'aigua, durant la temporada de bany, amb el resultat d'excel·lent.
Entre l'1 d'abril i el 15 d'octubre, els gossos tenen permès l'accés a la platja, entre la plaça Consolat de Mar i el Fortí, de 07.00 a 08.30 hores i de 22.00 a 23.30 hores. La resta de l'any no hi ha cap restricció.

## Recessió de la sorra
Fins a mitjans del segle xx, la platja estava formada per còdols, provinents del riu Gaià, que desemboca a la platja de Tamarit. Els còdols van anar desapareixent per l'extracció que en feien, entre d'altres, la fàbrica de carbonat de magnesi de la Roca de Gaià i diverses empreses constructores. Periòdicament, els temporals s'enduen la sorra que regenera Costes de l'Estat i fins i tot danyen el passeig marítim. Per aquest motiu hi ha un projecte d'execució d'un espigó, emergit o submergit, que protegeixi la sorra de la platja.